# ダン・クエール
ダン・クエール（英語: Dan Quayle）、本名ジェームズ・ダンフォース・クエール（James Danforth Quayle、1947年2月4日 - ）は、アメリカ合衆国の政治家。同国第44代副大統領（在任：1989年1月20日 - 1993年1月20日）。インディアナ州選出連邦下院議員、連邦上院議員を歴任した。

## 来歴

### 生い立ち
1947年2月4日にインディアナ州インディアナポリスで誕生した。本人は「多くの場合誤ってジェームス・ダンフォース・クエール3世と呼ばれることがあるが、自分の本名は単にジェームス・ダンフォース・クエールである」と主張している。
母方の祖父であるユージェン・C・ピュリアムはセントラル・ニュースペーパー社を設立した裕福で強い影響力を行使しうる出版界の大立者であり、『アリゾナ・リパブリック』『インディアナポリス・スター』のような複数の主要新聞を支配するオーナーであった。父のジェームス・C・クエールは1955年に家族と共にアリゾナに移り、一族の出版帝国の一端を担うようになった。

### 連邦下院議員
デポー大学とインディアナ大学大学院を卒業した後は新聞社を経営する父親の仕事を手伝う傍ら、1968年の共和党大会では大統領候補に内定していたリチャード・ニクソンの運転手を務めた。
政治キャリアをスタートさせたのは1976年の連邦下院議員選挙で、インディアナ州4区において難しいとされながら民主党の現職議員を54パーセントの得票で破って当選した。翌年の1977年から連邦下院議員となり、1979年の選挙で再選を果たした。

### 連邦上院議員
1980年には上院への鞍替えを目指し、これも難しいとされながらもインディアナ州選出の連邦上院議員において民主党の現職であるバーチ・バイ上院議員（エヴァン・バイ上院議員の父親）を破って当選した。

### 副大統領
1986年に再選を果たした後、任期途中で1988年アメリカ合衆国大統領選挙においてジョージ・H・W・ブッシュから、共和党の副大統領候補に指名される。先代のジョージ・H・W・ブッシュは党内では穏健派に属し、保守派からの支持と中西部諸州での得票が見込まれることからクエールに白羽の矢が立った。
だがクエールの輝かしい政治キャリアはこの時がピークで、マスコミや野党の民主党から冷笑・嘲笑を浴びせられることになる。同年の副大統領候補討論会で「ケネディも若かった。若さは問題では無い。私はケネディと同じ期間の政治経歴がある」というクエールに対して、対抗候補のベンツェンに「私はケネディを知っている。ジャックとは共に仕事をし、彼は友人であった。あなたはケネディでは無い」と言い返され、その後の"That was really uncalled for, Senator,"（「上院議員、それは余計な御世話ですよ！」）という対応を批判されたり、クエール自身の女性問題や副大統領在任中に小学校を訪問した際に「Potato」（じゃがいも）のスペルを「Potatoe」と誤ったりしたため、資質を疑われるようになる。また「ラテン・アメリカ諸国ではラテン語が話されている」などの発言を連発し、これらを理由として1991年にイグノーベル賞が贈られた。
クエールは宇宙開発及び産業政策を指揮し、国家宇宙会議議長に就いた。また外交も担い、海外訪問を多くこなした。
1992年アメリカ合衆国大統領選挙での副大統領候補討論会では、大方の下馬評に反して善戦したと言われたが落選した。その後1996年と2000年の大統領選挙への参入を目指すが、いずれも早い時期に撤退を余儀無くされる。2001年1月20日にジョージ・W・ブッシュが大統領に就任すると、駐日大使にその名前が挙がった。

### 政界引退後

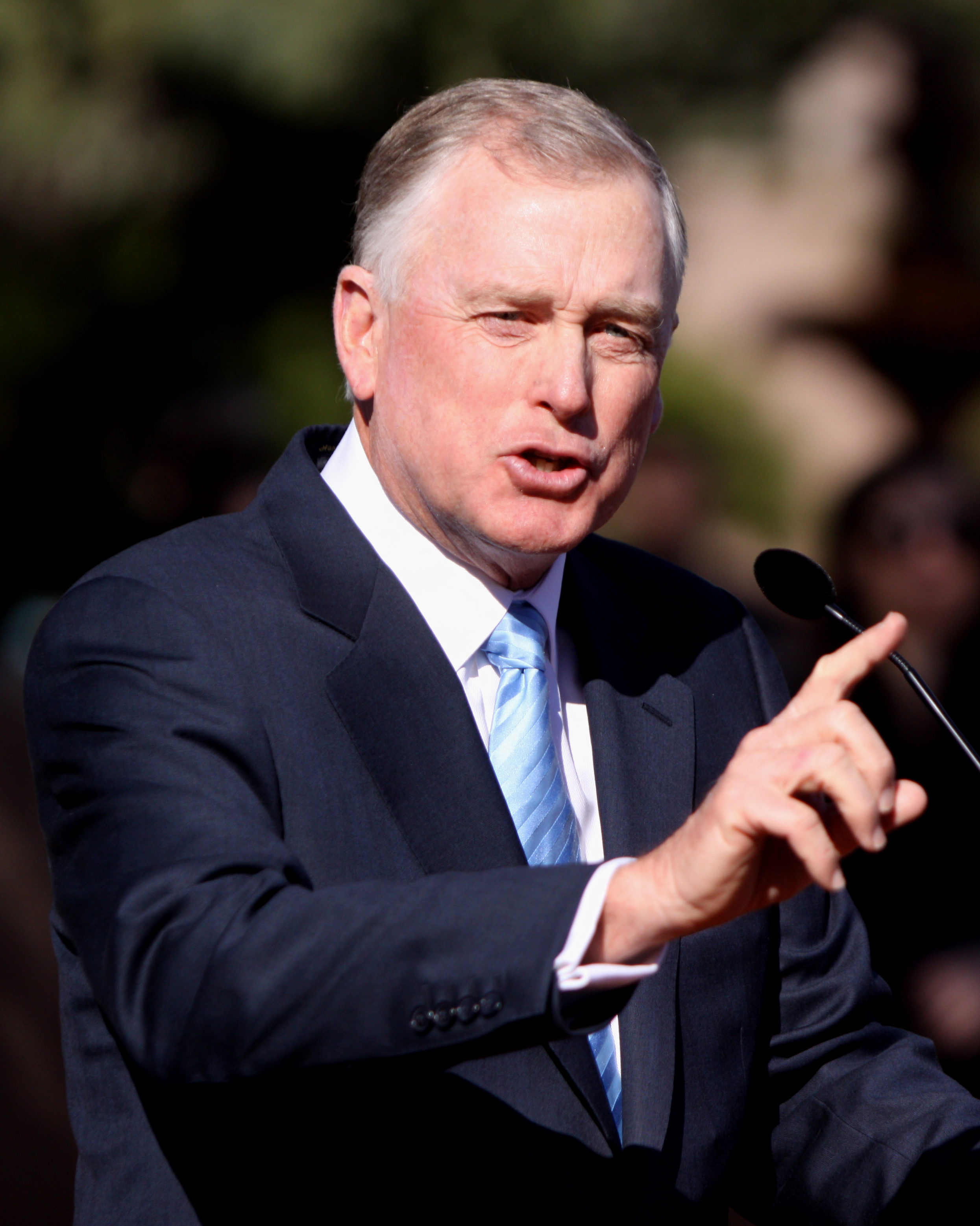
2011年

政界引退後は投資信託会社サーベラス・キャピタル・マネジメントの顧問を務めている。また日本のあおぞら銀行の取締役に就いていた。2010年に子息のベン・クエールが連邦下院議員に当選し、1期務めている。

## パーソナリティ
クエールは男性2人（他にマイク）・女性2人（クリスとマーサ）の4人兄弟の長男としてこの世に生を受けている。1972年11月にクエールはインディアナポリス出身のマリリン・タッカーと結婚し、3人の子供（タッカー、ベンジャミン、コリン）に恵まれた。趣味はゴルフ・テニス・バスケットボール・乗馬・フライフィッシング・読書など多彩に渡り、特に子供達が団体競技に参加するのを見るのを何よりの楽しみとしている。クエール（Quayle）はその姓から分かるようにマン島出身者の子孫である。

### 容姿
ハンサムで映画『候補者ビル・マッケイ』に主演したロバート・レッドフォードに似ていると言われた。選挙運動にはこのイメージを最大限に利用したが、後にレッドフォードから自分のイメージを利用しないように苦情を受けている。なおレッドフォードは民主党支持者であり、民主党の集会で「ハロー! ダン・クエールです!」とジョークを言ったことが報道されている。

## 資料
Dan Quayle, Standing Firm: A Vice-Presidential Memoir, Harper Collins, May 1994. hardcover, ISBN 0-06-017758-6; mass market paperback, May, 1995; ISBN 0-06-109390-4; Limited edition, 1994, ISBN 0-06-017601-6